# Тебурба
Тебурба (араб. طبربة) — місто в Тунісі. Входить до складу вілаєту Мануба. Станом на 2004 рік тут проживало 24 175 осіб.

## Відомі люди
- Ріяд Желассі — туніський футболіст.